# Liechtenstein en los Juegos Paralímpicos
Liechtenstein en los Juegos Paralímpicos está representado por el Comité Paralímpico de Liechtenstein, miembro del Comité Paralímpico Internacional.
Ha participado en cuatro ediciones de los Juegos Paralímpicos de Verano, su primera presencia tuvo lugar en Nueva York y Stoke Mandeville 1984. El país no ha obtenido ninguna medalla en las ediciones de verano.
En los Juegos Paralímpicos de Invierno ha participado en tres ediciones, siendo Albertville 1992 su primera aparición en estos Juegos. El deportista Josef Gmeiner logró la única medalla paralímpica del país en las ediciones de invierno, al obtener en Lillehammer 1994 la medalla de bronce en esquí alpino en la prueba de eslalon (clase B1-2).

## Medallero

### Por edición
| Evento                                | Oro | Plata | Bronce | Total |
| ------------------------------------- | --- | ----- | ------ | ----- |
| Nueva York 1984 Stoke Mandeville 1984 | 0   | 0     | 0      | 0     |
| Seúl 1988                             | 0   | 0     | 0      | 0     |
| Barcelona 1992                        | 0   | 0     | 0      | 0     |
| 1996 – 2000                           | –   | –     | –      | –     |
| Atenas 2004                           | 0   | 0     | 0      | 0     |
| 2008 – 2024                           | –   | –     | –      | –     |
| TOTAL                                 | 0   | 0     | 0      | 0     |

| Evento           | Oro | Plata | Bronce | Total |
| ---------------- | --- | ----- | ------ | ----- |
| Albertville 1992 | 0   | 0     | 0      | 0     |
| Lillehammer 1994 | 0   | 0     | 1      | 1     |
| 1998 – 2018      | –   | –     | –      | –     |
| Pekín 2022       | 0   | 0     | 0      | 0     |
| TOTAL            | 0   | 0     | 1      | 1     |

### Por deporte
Deportes de invierno
| Evento       | Oro | Plata | Bronce | Total |
| ------------ | --- | ----- | ------ | ----- |
| Esquí alpino | 0   | 0     | 1      | 1     |
| TOTAL        | 0   | 0     | 1      | 1     |